# Ivan Čeparinov
Ivan Čeparinov (izvirno bolgarsko Иван Чепаринов), bolgarski šahovski velemojster, * 26. november 1986, Bolgarija.